# Собутка (Островський повіт)
Собутка (пол. Sobótka) — село в Польщі, у гміні Острув-Велькопольський Островського повіту Великопольського воєводства.
Населення — 1301 особа (2011).

## Демографія
Демографічна структура станом на 31 березня 2011 року:
|          | Загалом | Допрацездатний вік | Працездатний вік | Постпрацездатний вік |
| -------- | ------- | ------------------ | ---------------- | -------------------- |
| Чоловіки | 647     | 162                | 441              | 44                   |
| Жінки    | 654     | 144                | 404              | 106                  |
| Разом    | 1301    | 306                | 845              | 150                  |